# Parker Peak (Thurston-Insel)
Der Parker Peak ist ein Berg auf der Thurston-Insel vor der Eights-Küste des westantarktischen Ellsworthlands. In den Walker Mountains ragt er an der Basis der Evans-Halbinsel auf.
Seine Position wurde erstmals anhand von Luftaufnahmen der Flugstaffel VX-6 United States Navy im Januar 1960 bestimmt. Das Advisory Committee on Antarctic Names benannte ihn 1961 nach Alton Norman Parker (1895–1942), Pilot bei der ersten Antarktisexpedition (1928–1930) des US-amerikanischen Polarforschers Richard Evelyn Byrd.